# Grandjeanobates laticlava
Grandjeanobates laticlava is een mijtensoort uit de familie van de Scheloribatidae. De wetenschappelijke naam van de soort is voor het eerst geldig gepubliceerd in 1961 door Hammer.